# علي بن أبي سعيد
علي بن أبي سعيد، المعروف أيضًا باسم ذو القلمين، كان مسؤولًا عباسيًا وقائدًا عسكريًا من أوائل القرن التاسع في خدمة الخليفة العباسي المأمون (حكم 813–833).
وبحسب اليعقوبي، فهو ابن عم الأخوين الخراسانيين من جهة الأم الفضل بن سهل والحسن بن سهل، وهما اثنان من أقوى مسؤولي المأمون. ويعتبره الطبري ابن أختهم.
ويظهر في أعقاب حصار بغداد وانتصار المأمون في الحرب الأهلية مع أخيه الأمين. وقد عيّن المأمون الحسن حاكمًا ونائبًا لجزء كبير من الدولة العباسية، من الجبال وفارس إلى العراق والحجاز واليمن. وقد عيّن الحسن عليًّا نائبًا له في جباية الخراج في العراق.
في عام 815 كان أحد القادة الرئيسين الذين قمعوا ثورة العلويين بقيادة أبو السرايا السري بن منصور في العراق، وهزم قوات المتمردين في المدائن في أواخر أيار، واستعاد واسط، وأخيرًا استولى على البصرة من حاكمها العلوي القاسي، زيد بن موسى الكاظم. وفي أعقاب ذلك، أرسل عددًا من قادته لقمع فروع الانتفاضة في الحجاز، بقيادة عيسى بن يزيد.
وسرعان ما ابتعد عن الحسن بن سهل، وعاد إلى الخليفة في مرو، برفقة منافس الحسن القائد هرثمة بن أعين. وعندما ثارت بغداد ضد المأمون في عهد عمه إبراهيم بن المهدي، ألقى حاشية المأمون اللوم على الأخوين السهليين. واتهم الفضل بشكل خاص بإخفاء حقيقة الوضع عن الخليفة. وكان علي من القادة الذين شهدوا على السهليين، بعد أن ضمن المأمون شخصيًّا سلامتهم من الانتقام. وهذا ما دفع المأمون إلى اتخاذ قرار مغادرة مرو والعودة إلى بغداد. ومع ذلك، سُجن القادة وإساءة معاملتهم من الفضل، الذي اشتبه في تورطهم في هذا القرار. عندما اُغتيل الفضل في شباط 818، قام بعض القتلة، بعد القبض عليهم، بتسمية علي باعتباره العقل المدبر لعملية الاغتيال. ورغم أن عليًا والقادة الآخرين المسجونين أنكروا تورطهم، فقد أمر المأمون بإعدامهم، وأرسل رؤوسهم المقطوعة إلى الحسن بن سهل في العراق مع أخبار عن مصير أخيه.